# Ensemble Gravelottestraße

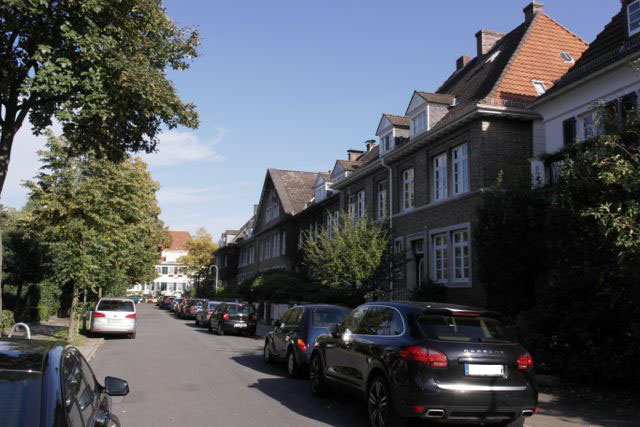
Ensemble Gravelottestraße

Das Ensemble Gravelottestraße, auch Bremer Sanssouci genannt, in Bremen - Schwachhausen, Ortsteil Gete steht seit 1979 als Bremer Baudenkmal unter Denkmalschutz.

## Geschichte
Das Ensemble Gravelottestraße 87 bis 105 ist eine zweigeschossige Wohnhausgruppe, die von 1924 bis 1926 nach Plänen des Bremer Architekten Carl Krahn gebaut wurde. Die rotsteinverklinkerten zehn Wohnhäuser im konservativen Stil der 1920er Jahre, mit Sattel- und Walmdächern und einem Souterraingeschoss, stehen, mit einer Ausnahme eines Doppelhauses, traufständig zur Straße. Die Häuser nehmen die Tradition der Bremer Häuser auf.
Heute (2014) werden die Gebäude für Wohnzwecke und auch durch Dienstleister genutzt.
Von Krahn stammen im traditionellen Still auch u. a. das Bremer Logenhaus, die Villa Unter den Eichen 12 und das Mehrfamilienhaus Seidl-straße/Ecke Georg-Gröning-Straße.

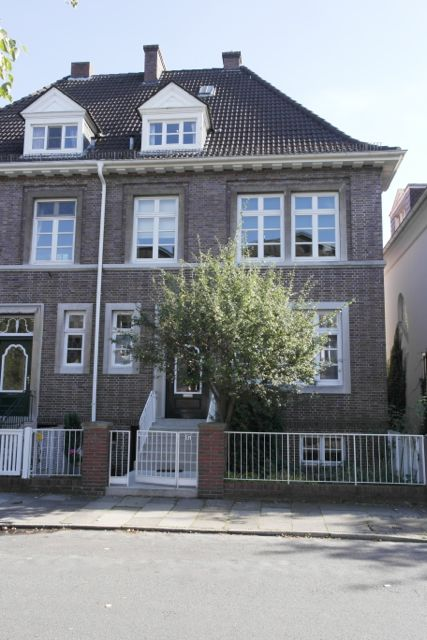
Gravelottestraße 87
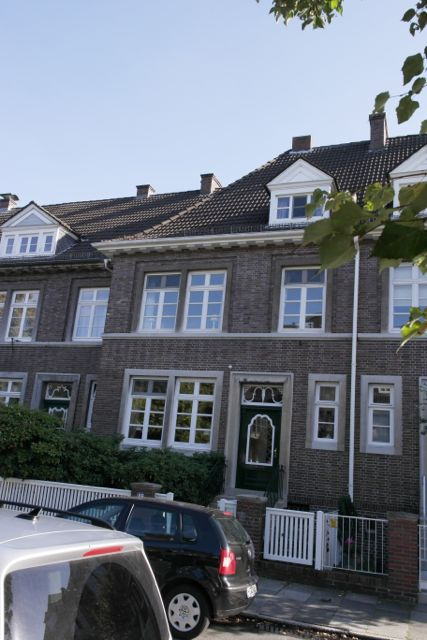
Gravelottestraße 89
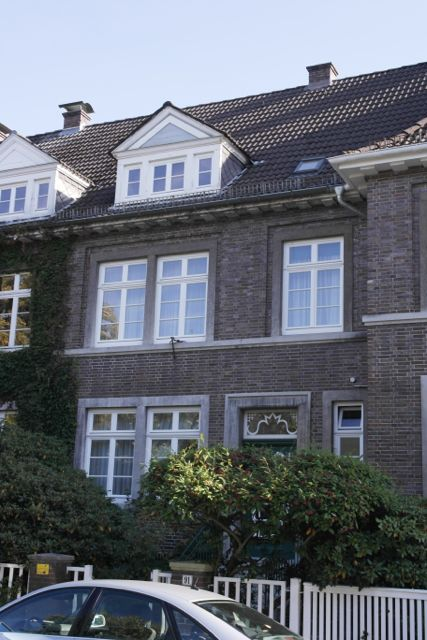
Gravelottestraße 91
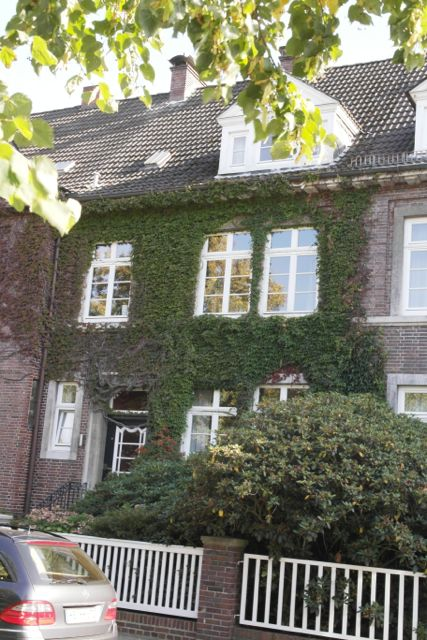
Gravelottestraße 93
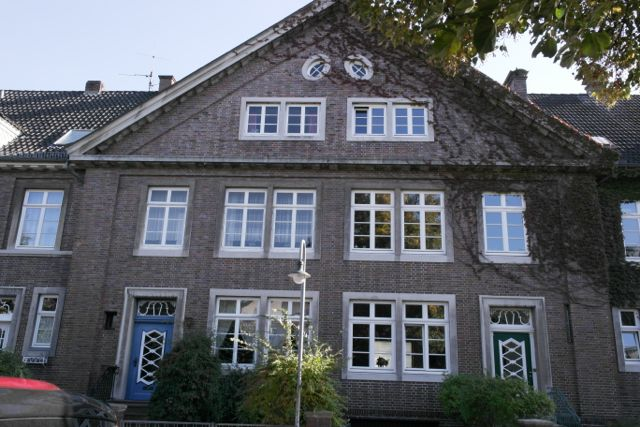
Gravelottestraße 95/97
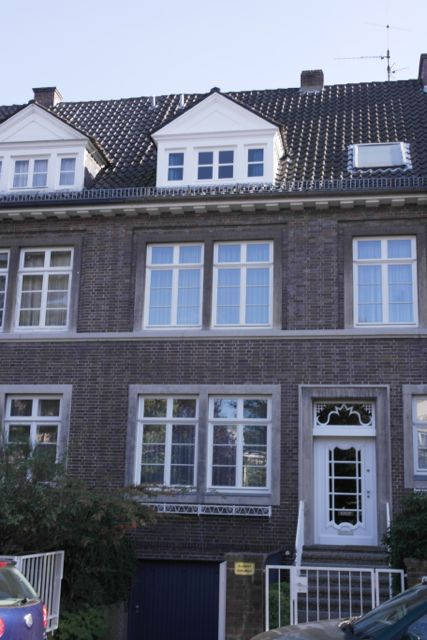
Gravelottestraße 99
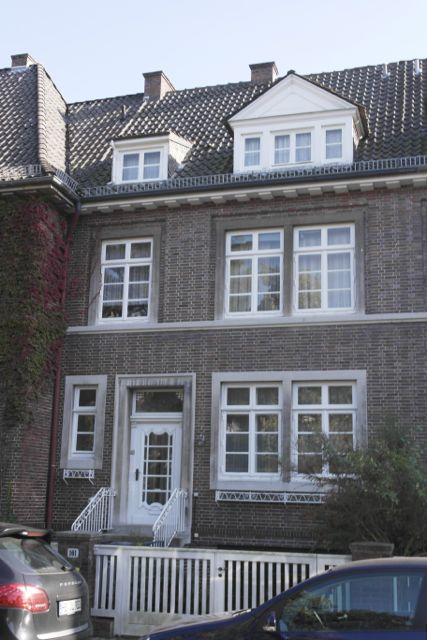
Gravelottestraße 101
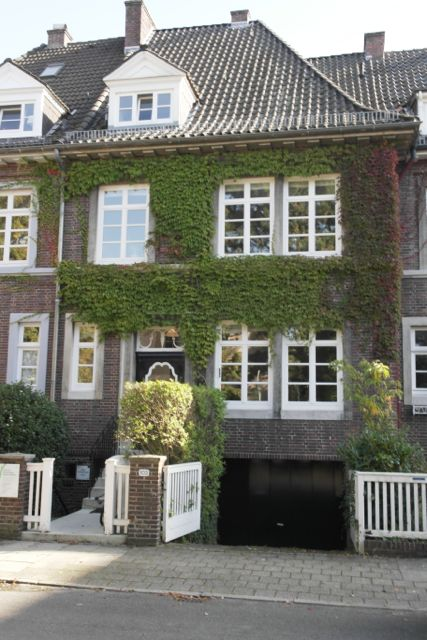
Gravelottestraße 103
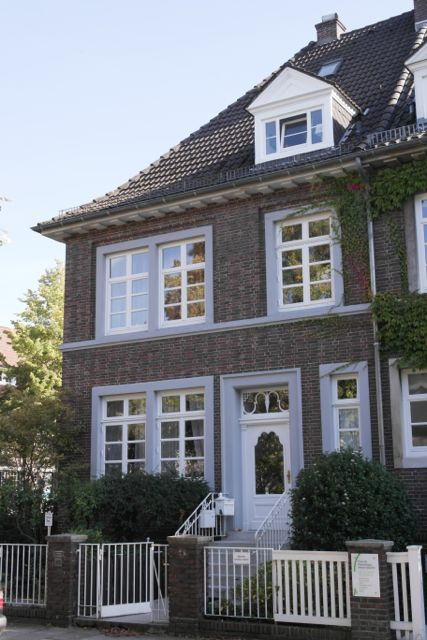
Gravelottestraße 105